# 로신 머피
로신 머피(Róisín Murphy, 1973년 7월 5일 ~ )는 아일랜드의 싱어송라이터이다.